# 快樂旋律
《快樂旋律》（英語：Merrie Melodies）是華納兄弟影業發行的美國動畫喜劇短片系列，由華納兄弟影業發行。它是樂一通系列的一部分，並包含許多相同角色。 該系列最初從1931年8月2日運行至1969年9月20日（美國動畫黃金時期），1979年復甦後，新短片零星上映直到1997年6月13日。《歡樂旋律》最初強調單集彩色短片，與黑白動畫的《樂一通》相對。隨著賓尼兔成為《歡樂旋律》的成名角色，並且《樂一通》在1940年代初期轉為彩色製作，兩個系列逐漸失去差異，短片的分配也變得隨機。
《歡樂旋律》最初由哈曼-伊辛製作（1931–1933）及利昂·施萊辛格製作（1933–1944）製作。1944年，施萊辛格將工作室出售給華納兄弟，新命名的華納兄弟卡通繼續製作至1963年。1964至1967年間，製作外包給德帕提-弗雷倫公司及福爾馬特影業，而華納兄弟-七藝動畫則在黃金時期最後兩年間恢復製作。 1979年系列復甦時，短片由德帕提-弗雷倫公司製作，但隔年由查克·瓊斯製作取代。最終幾年由華納兄弟動畫製作。
《小鳥派》、《快速龐吉》及《匿名鳥》分別獲得奧斯卡最佳動畫短片獎，另外三部（《鴨子阿木克》、《青蛙之夜》及《歌劇怎麼啦》）已被列入國家影片登記表。
2013年，TV Guide將華納兄弟卡通（以《樂一通》名義）評為歷史上第三大動畫（60部作品中），也是唯一入選的六個系列之一（其他五個為粉紅豹系列、大力水手系列、太空飛鼠、啄木鸟伍迪及貓和老鼠。

## 外部連結
- The Big Cartoon Database entry for Merrie Melodies